# Леклан, Жан
Жан Леклан (фр. Jean Leclant; 8 августа 1920, Париж — 16 сентября 2011, там же) — французский востоковед и египтолог, специалист в области истории, в частности цивилизации фараонов. Его труды были посвящены Мероитской цивилизации, религиозной истории и истории искусства иконописи и этнографии. Эмерит-профессор Коллеж де Франс с 1990 года. Член Академии деи Линчеи, Британской академии.
Иностранный член РАН (1994) и Американского философского общества (1999).
С 1983 года непременный секретарь Академии надписей и изящной словесности. Являлся профессором Страсбургского университета (1955-1963), Сорбонны (1963-1979) и Коллеж де Франс (1979-1990); исследовательским директором EPHE (1964-1990). Лауреат премии Бальцана (1993).

## Биография
В 1940 году учился в Высшей нормальной школе в Париже, в 1945 году стал профессором географии.
В течение 1946—1948 годов работал научным сотрудником в Национальном центре научных исследований и уполномоченным советником при национальных музеях. В 1948—1952 годах был членом Французского института восточной археологии в Каире (IFAO). В 1952 году Жану Леклану поручили создание Департамента древностей Эфиопии. В 1953 году получил диплом с отличием в Практической школе высших исследований. В течение 1953—1963 годов читал лекции, впоследствии, в 1955 году стал профессором Страсбургского университета и получил степень доктора искусств.
В 1963—1979 годах — профессор египтологии в Сорбонне, в 1964—1990 годах руководил исследованиями в Практической школе высших исследований. В 1979—1990 годах Жан Леклан был профессором египтологии в одном из самых престижных учебных заведений Франции — Коллеж де Франс, а с 1992 года — директором музея Вилла Керильос.
В 1993 году удостоен премии Бальцана в номинации «Античное искусство и археология». Член академий Бельгии, Дании, Швеции и Румынии.
Возглавлял Миссию экспертов-археологов в Эфиопии (1952—1956), Французскую археологическую миссию в Саккаре (1963), и Французскую археологическую миссию в Судани (Солеб, 1960—1978; Седенга с 1979 года). Также Жан Леклан провел многочисленные раскопки в Египте (Карнак), Саккаре и Танисе; в Судане (Солеб, Седенга), Эфиопии (Аксум).
В последние годы своей жизни занимал должность вице-президента обсерватории религиозного наследия (ОРС) — многоконфессиональная организация, которая создана, чтобы сохранить влияние французского религиозного наследия. Был одним из инициаторов петиции «Свобода истории».
Похоронен на кладбище Монпарнас, 6 округ.
Его библиография только до 1993 года насчитывала 993 наименований. Юбилейное издание в его честь Hommages à Jean Leclant включило в себя четыре тома.
Автор Mentouemhat, Quatrième prophète d'Amon, Prince de la ville (1961); Recherches sur les monuments thébains de la XXVème dynastie dite éthiopienne (1965); (with J. Ph. Lauer) Mission archéologique de Saqqarah I, le temple haut du complexe funéraire du roi Téti (1972); (with J. Goyon and R. Parker) The Edifice of Taharqa by the Sacred Lake of Karnak (1979); (with H. Danin) Le Second Siècle de l'Institut de France, 3 vol. (1994-2005); Les Textes des Pyramides de Pepy I (2001); (with C. Carrier, C. Rilly, et al) Répertoire d'Epigraphie Méroitique, 3 vols. (2000).

## Награды

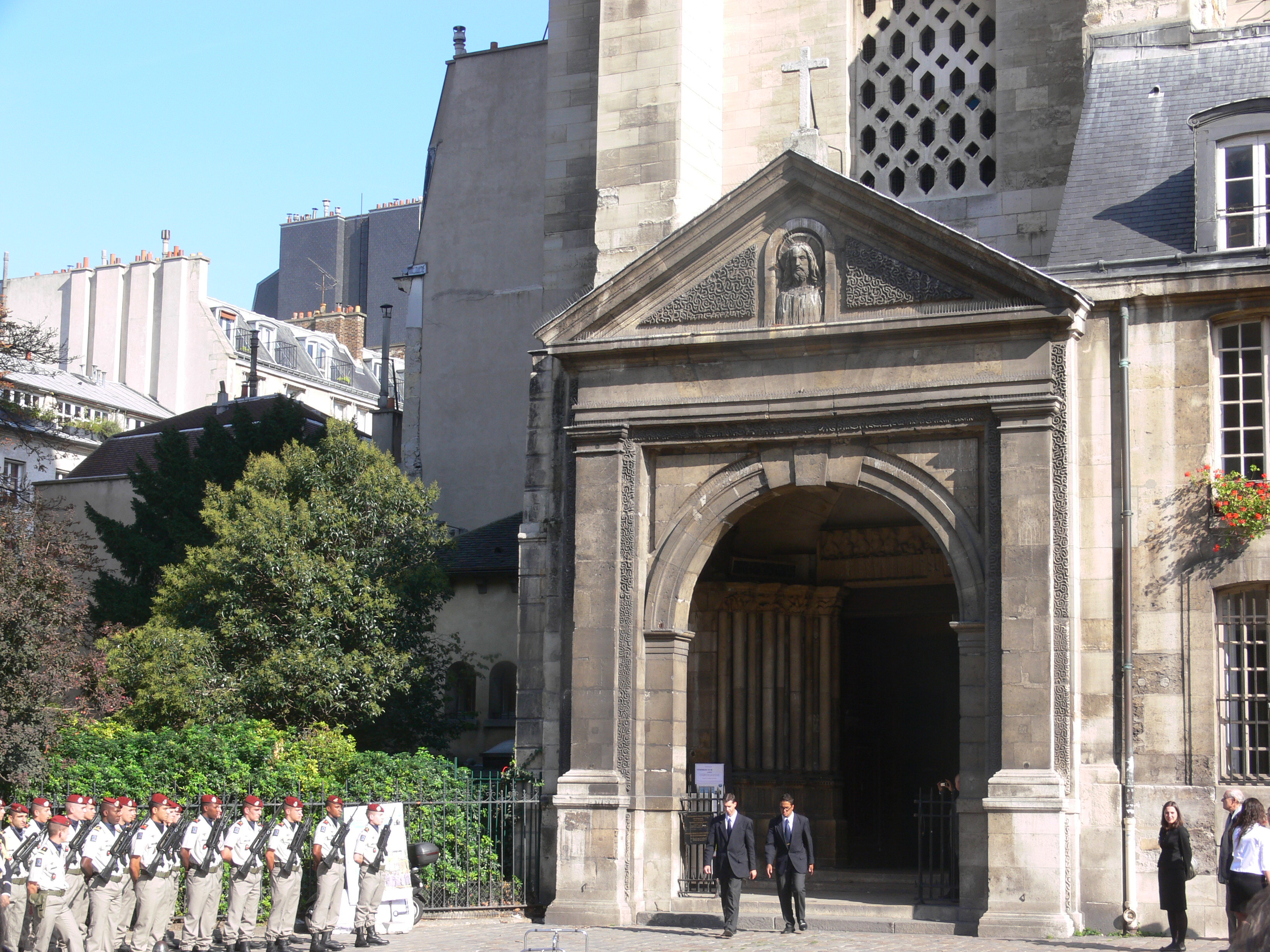
Похороны Жана Леклана в аббатстве Сен-Жермен-де-Пре, 23 сентября 2011

- Великий офицер Ордена Почётного легиона
- Великий офицер Национального Ордена за заслуги
- Командор Ордена Академических пальм
- Командор Ордена искусств и литературы
- Великий офицер Ордена За заслуги перед Итальянской Республикой
- Офицер Императорского Ордена Менелика II (Эфиопия)
- Орден первого класса Эль-Нильен (Судан)
- Великий офицер Ордена Республики Египет
- Доктор «honoris causa» Левенского университета
- Доктор «honoris causa» Болонского университета
- Доктор «honoris causa» Венского университета
- Выбран рядовым членом Академии надписей и изящной словесности, которую возглавлял египтолог Жак Вандьи. Посмертно избран секретарем этой же Академии.

## Публикации
- "Sur les Enquêtes sacerdoces et les sanctuaires égyptiens à l'époque dite Éthiopienne, [10]", [11], BdE, IFAO, Le Caire, 1954.
- Avec Paul Barguet Clément et Robichon, "Karnak-nord [12]", 2 vol., FIFAO, Le Caire, 1954.
- "Fouilles et travaux en Égypte, 1955-1957", [13], fasc. 1, Orientalia, Pontificium institutum biblicum, Roma, 1958.
- "Fouilles et travaux en Égypte et au Soudan", 1960-1961, [14], fasc. 3, Orientalia, Pontificium institutum biblicum, Roma, 1962.
- "Fouilles et travaux en Égypte et au Soudan", 1961-1962, [15], fasc. 2, Orientalia, Pontificium institutum biblicum, Roma, 1963.
- "Recherches sur les monuments Thébains de la [16] dite éthiopienne", 2 vol., BdE, IFAO, Le Caire, 1965.
- Avec Michela Schiff Giorgini et Clément Robichon, "Soleb [17], 1813-1963", Sansoni, Florence, 1965.
- Avec Michela Schiff Giorgini et Clément Robichon, "Soleb [18], les nécropoles", Sansoni, Florence, 1971.
- Avec Jean-Philippe Lauer, "Mission archéologique de Saqqarah, [19], le temple du haut complexe funéraire du roi Téti", BdE, IFAO, Le Caire, 1972.
- Avec Gisèle Clerc, "Inventaire bibliographique des Isiaca", E. J. Brill, Leiden, 1972-1974.
- "Les textes de la pyramide de Pépi [20], reconstitution de la paroi est de l'antichambre", CRAIBL, Paris, 1977.
- Avec Audran Labrousse et Jean-Philippe Lauer, "Mission archéologique de Saqqarah. [21], Le temple du haut complexe funéraire du roi Ounas," [22], BdE, IFAO, Le Caire, 1977.
- "Recherches à la pyramide de Pépi [23] (Saqqarah 1972-1976)," BSFE, Paris, 10/1976-03/1977.
- Avec Cyril Aldred, Jean-Louis Hellouin de Cenival, Fernand Debono, Christiane Desroches Noblecourt, Jean-Philippe Lauer et Jean Vercoutter, "Le temps des pyramides", l'univers des formes, Gallimard, Paris, 1978.
- Avec Cyril Aldred, Paul Barguet, Christiane Desroches Noblecourt et H. W. Müller, "l'empire des conquérants", l'univers des formes, Gallimard, Paris, 1979.
- "Fouilles et travaux en Égypte et au Soudan, 1978-1979", [24], [25], Orientalia, 1980.
- Avec Cyril Aldred, François Daumas et Christiane Desroches Noblecourt, "L'Égypte du crépuscule", l'univers des formes, Gallimard, Paris, 1980.
- "T. P. Pépi [26], [27], à propos des textes des pyramides", MGEM, IFAO, Le Caire, 1985.
- "De l'égyptophilie à l'égyptologie," Académie des inscriptions et belles lettres, Paris, 1985.
- Avec H. G. Fischer, "l'écriture et l'art de l'Égypte ancienne, Quatre leçons sur la paléographie et l'épigraphie pharaoniques", PUF, Paris, 1986.
- Avec A. Zivie, "Memphis et ses nécropoles au Nouvel Empire", Nouvelles données, nouvelles questions, CNRS, Paris, 1988.
- "Aux sources de l'égyptologie européenne: Champollion, Young, Rosellini, Lepsius", Académie des inscriptions et belles-lettres, Paris, 1991.
- "Archaeological Activities in Egypt", Vol. 1, [28], Atti del [29] Congresso Internazionale di Egittologia, Turin, 1992.
- "Noubounet, une nouvelle reine d'Égypte", [30], Gegengabe Brunner-Traut, Attempto Verlag, Тюбинген, 1992.
- "À propos des Aegyptiaca du haut Moyen Âge en France", [31], The Heritage of Egypt. Studies Iversen, Museum Tusculanum Press, Copenhagen, 1992.
- "Diana Nemorensis, Isis et Bubastis", [32], Studies in Pharaonic Religion and Society in honour of J. Gwyn Griffiths, The Egypt Exploration Society, London, 1992.
- Avec Gisèle Clerc, "Fouilles et travaux en Égypte et au Soudan, 1993-1994", [33], fasc. 3, [34], Orientalia, Rome, 1995.
- "Avant-propos", [35], L'Égyptomanie à l'épreuve de l'archéologie, Musée du Louvre, Paris, 1996.
- Avec Gisèle Clerc, "Fouilles et travaux en Égypte et au Soudan, 1994-1995", [36], fasc. 3, [37], Orientalia, Roma, 1996.
- Avec Jean-Philippe Lauer et Audran Labrousse, "L'architecture des pyramides à textes, [38], Saqqara Nord," 2 vol., [39], BdE, IFAO, Le Caire, 1996.
- Avec M. Rassart-Debergh, "Textiles d'Antinoé", Donation E. Guimet, Muséum d'histoire naturelle, Colmar, 1997.
- Avec C. Langlois, A. Decaux, J. Tulard, F. Gros et G. Le Rider, "L'expédition d'Égypte, postérités prospectives et", Palais de l'Institut, Paris, 1998.
- Avec Dominique Valbelle, "Le décret de Memphis, bicentenaire de la découverte de la Pierre de Rosette", De Boccard, Paris, 1999.
- Avec G. Mokhtar, "l'empire de Koush: Napata et Méroé, In Histoire Générale de l'Afrique". Volume [40]: L'Afrique Ancienne, Présence Africaine/Edicef/Unesco, Paris, Nouvelle édition, 2000.
- "Répertoire d'épigraphie méroïtique: corpus des inscriptions publiées", 3 vol., Académie des Inscriptions et Belles Lettres, Paris, 2000.
- "Au fil du Nil, французский le d'égyptologue", Académie des inscriptions et belles lettres, Paris, 2001.
- Avec Catherine Berger-el Naggar, Mathieu Bernard et I. Pierre-Croisiau, "Les textes de la pyramide de Pépy [41], 1", édition, description et analyse, 2, facsimilés, MIFAO, Le Caire, 2001.
- "Dictionnaire de l'Antiquité", PUF, Paris, 2005, collection Quadrige, 2464 pages, [42].